# Gazania thermalis
Gazania thermalis là một loài thực vật có hoa thuộc họ Asteraceae.
Nó chỉ được tìm thấy ở Namibia.
Môi trường sống tự nhiên của chúng là geothermal wetlands.
Nó bị đe dọa do mất môi trường sống.